# Wilhelmine af Baden
Wilhelmine Louise, prinsesse af Baden (tysk: Wilhelmine Luise) (21. september 1788 i Karlsruhe – 27. januar 1836 på Rosenhöhe) var en tysk prinsesse af Baden, der blev storhertuginde af Hessen og ved Rhinen.
Hun var den yngste datter af Karl Ludwig af Baden og Amalia af Hessen-Darmstadt. Hun blev gift den 19. juni 1804 med den ældre prins og senere storhertug Ludvig 2. af Hessen og ved Rhinen (1777–1848).
Wilhelmine fødte syv børn, hvoraf fire overlevede. 
- Prins Ludvig af Hessen og ved Rhinen (1806-1877); (Den senere storhertug)
- Prins Karl Wilhelm Ludwig af Hessen og ved Rhinen (1809-1877)
- Unavngivet Prinsesse af Hessen og ved Rhinen (født & død 1820)
- Prinsesse Amalia Elisabeth Luise Karoline Friederike Wilhelmine af Hessen og ved Rhinen (1821-1826)
- Prins Alexander Ludwig Georg Friedrich Emil af Hessen og ved Rhinen (1823-1888)
- Prinsesse Maximiliane Wilhelmine Auguste Sophie Marie af Hessen og ved Rhinen (1824-1880)